# Plicifusus
Plicifusus is een geslacht van weekdieren uit de klasse van de Gastropoda (slakken).

## Soorten
- Plicifusus bambusus Tiba, 1980
- Plicifusus croceus (Dall, 1907)
- Plicifusus elaeodes (Dall, 1907)
- Plicifusus hastarius Tiba, 1980
- Plicifusus johanseni Dall, 1919
- Plicifusus kroeyeri (Möller, 1842)
- Plicifusus levis Tiba, 1980
- Plicifusus maehirai Tiba, 1980
- Plicifusus oceanodromae Dall, 1919
- Plicifusus olivaceus (Aurivillius, 1885)
- Plicifusus rhyssus (Dall, 1907)
- Plicifusus rodgersi (Gould, 1860)
- Plicifusus scissuratus Dall, 1918
- Plicifusus torquatus (Petrov, 1982)